# Бут, Джон (автогонщик)
Джон Альфред Бут (англ. John Alfred Booth; родился 18 декабря 1954 года в Ротереме, Великобритания) — британский автогонщик и спортивный менеджер.

## Биография
В 1980-е годы Джон некоторое время гонялся в младших британских формулических чемпионатах, участвовал в национальном чемпионате на машинах класса Ф-Форд. Выиграл несколько гонок, но особых результатов не добился.
В 1990 году переключился на менеджерскую деятельность, создав команду Manor Motorsport. Проект постепенно набрал силу и вскоре стал одной из сильнейших команд в младших формулических сериях сначала в Великобритании, а затем и в Европе. На сегодняшний день на счету организации уже более десятка различных титулов в различных соревнованиях. Пилоты команды становились чемпионами британской Ф3, выигрывали F3 Masters, Суперприз Бахрейна и Гран-при Макао Ф3, а также ещё более сотни менее престижных гонок.
Многие пилоты добивавшиеся успеха за команду Бута позже дошли до Ф1 и других престижных серий: в этом списке присутствуют Кими Райкконен, Льюис Хэмилтон, Франк Майо, Оливер Джарвис, Пол ди Реста.
В 2009 году Джон попытался попасть в Ф1 с Manor. Заручившись минимальным бюджетом он прошёл тендер FIA, однако по финансовым причинам в чемпионате команда дебютировала под спонсорским названием Virgin Racing, вскоре поменявшееся на другое — Marussia F1.
В новом проекте Джону было определено место спортивного директора, но из-за разногласий в руководстве проекта ему вскоре пришлось стать главой команды, заменив на этом посту покинувшего компанию Алекса Тая.